# North Acton
North Acton è una stazione della linea Central della metropolitana di Londra.

## Storia
La Great Central Railway (GCR) e la Great Western Railway (GWR) costruirono congiuntamente la "New North Main Line" (NNML) - oggi la linea Acton-Northolt - nel 1903 e nel 1904 aprirono una stazione a North Acton.
Nel 1920 fu aperta un'estensione della Central London Railway (CLR, oggi la linea Central) fino a Ealing Broadway. L'estensione era stata progettata nel 1911, quando la CLR abbandonò la sua politica di non condividere l'uso di binari con altre compagnie ferroviarie e ottenne l'autorizzazione a costruire un'estensione in direzione nord-ovest dalla stazione di Wood Lane (chiusa in seguito nel 1947 e rimpiazzata dalla stazione di White City) per collegarsi con la diramazione della GWR chiamata Ealing & Shepherd's Bush Line.. La CLR iniziò a utilizzare questa linea il 3 agosto 1920. Le stazioni di North Acton e di West Acton furono costruite dalla GWR ed aprirono entrambe il 5 novembre 1923.
A nord dei binari della linea Central c'erano due binari per il traffico merci (rimossi negli anni sessanta) che correvano accanto alla Central fino alla stazione di White City; ancora più a nord di questi, su un livello leggermente rialzato, correvano i due binari della NNML. Le piattaforme sulla NNML vennero chiuse quando la linea Central fu estesa su nuovi binari da North Acton fino a Greenford nel 1947 e oggi rimane solo parte della piattaforma esterna, parzialmente intatta. Tra la stazione di South Ruislip e Old Oak Junction la linea della GWR è stata progressivamente smantellata e in molti tratti è oggi a binario singolo, incluso il tratto oltre North Acton, che è utilizzato quasi esclusivamente da treni merci e da un singolo treno passeggeri giornaliero della Chiltern Railways tra South Ruislip e Paddington.
Fino al 1992 la stazione aveva solo due piattaforme. Per migliorare la flessibilità operativa è stata creata una piattaforma a isola costruendo una terza piattaforma a nord delle altre due, dove si trovava un tempo la massicciata del binario merci. La terza piattaforma è diventata così quella principale in direzione est, mentre la precedente piattaforma est (che è ora quella centrale) viene utilizzata per servizi che terminano o partono da North Acton. Questo cambiamento permette di effettuare servizi navetta da West Ruislip e da Ealing Broadway per White City nel caso ci siano problemi su altri tratti della linea Central, e in certe ore del giorno alcuni treni dal centro di Londra fanno capolinea a North Acton.
Nel 2008 TfL aveva incaricato lo studio di architettura Pascall & Watson per un progetto di ristrutturazione della stazione che prevedeva l'accessibilità, l'ampliamento delle aree maggiormente congestionate e una generale modernizzazione di tutta la struttura. Il costo stimato era di circa 25 milioni di sterline. Per carenza di fondi, il progetto fu rinviato a tempo indeterminato.

### Progetti
Ci sono state nel corso degli anni una serie di proposte piuttosto vaghe per spostare la stazione verso est e fornire un interscambio con la North London Line. Tuttavia, con i livelli di popolazione e di domanda esistenti, la stazione verrebbe a trovarsi in un'area che non offrirebbe un incremento del numero dei passeggeri, e il semplice interscambio non sarebbe una ragione sufficiente per lo spostamento.
Nel 2015 l'amministrazione del borgo di Ealing ha lanciato una consultazione pubblica su un progetto riguardo allo stato del trasporto pubblico nella zona di North Acton, con particolare riferimento all'interscambio con la nuova stazione della Crossrail proposta per il 2026 sul sito del deposito ferroviario di Old Oak Common e con la nuova stazione di Old Oak Common Lane proposta per la London Overground sulla North London Line. La stazione di North Acton è uno dei punti chiave del progetto, considerando la prevista crescita di popolazione e di attività commerciali legata ai lavori di riqualificazione urbana in corso nell'area a nord della stazione. In questo contesto è stato nuovamente preso in considerazione lo spostamento della stazione, ma i costi, paragonati agli scarsi benefici, e le restrizioni tecniche hanno portato a scartare questa alternativa a favore di una generale ristrutturazione della stazione esistente, con la creazione di una biglietteria unica e di un ponte ciclopedonale che dovrebbe garantire l'accesso anche dal lato nord dei binari, collegando inoltre North Acton con la futura stazione della London Overground con un percorso di circa 400 metri. La ristrutturazione si armonizzerebbe con il rifacimento già in corso della piazza della stazione. Il costo complessivo sarebbe di circa 45 milioni di sterline e il progetto dovrebbe completarsi da qui al 2036 in varie fasi, delle quali le prime dovrebbero essere l'installazione degli ascensori per garantire l'accessibilità a passeggeri disabili e la realizzazione del ponte ciclopedonale.

## Strutture e impianti
North Acton è collocata sul confine tra la Travelcard Zone 2 e la Travelcard Zone 3.

## Interscambi
Nelle vicinanze della stazione effettuano fermata alcune linee automobilistiche, gestite da London Buses.
- Fermata autobus

## Galleria d'immagini

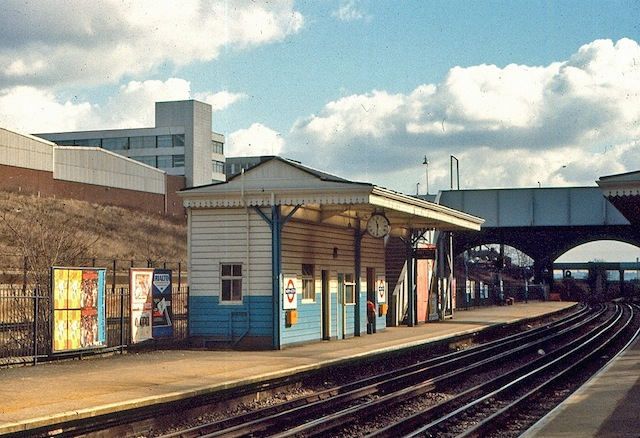
La stazione di North Acton nel marzo 1979 vista in direzione est; si vede la vecchia sala d'aspetto e soli due binari.
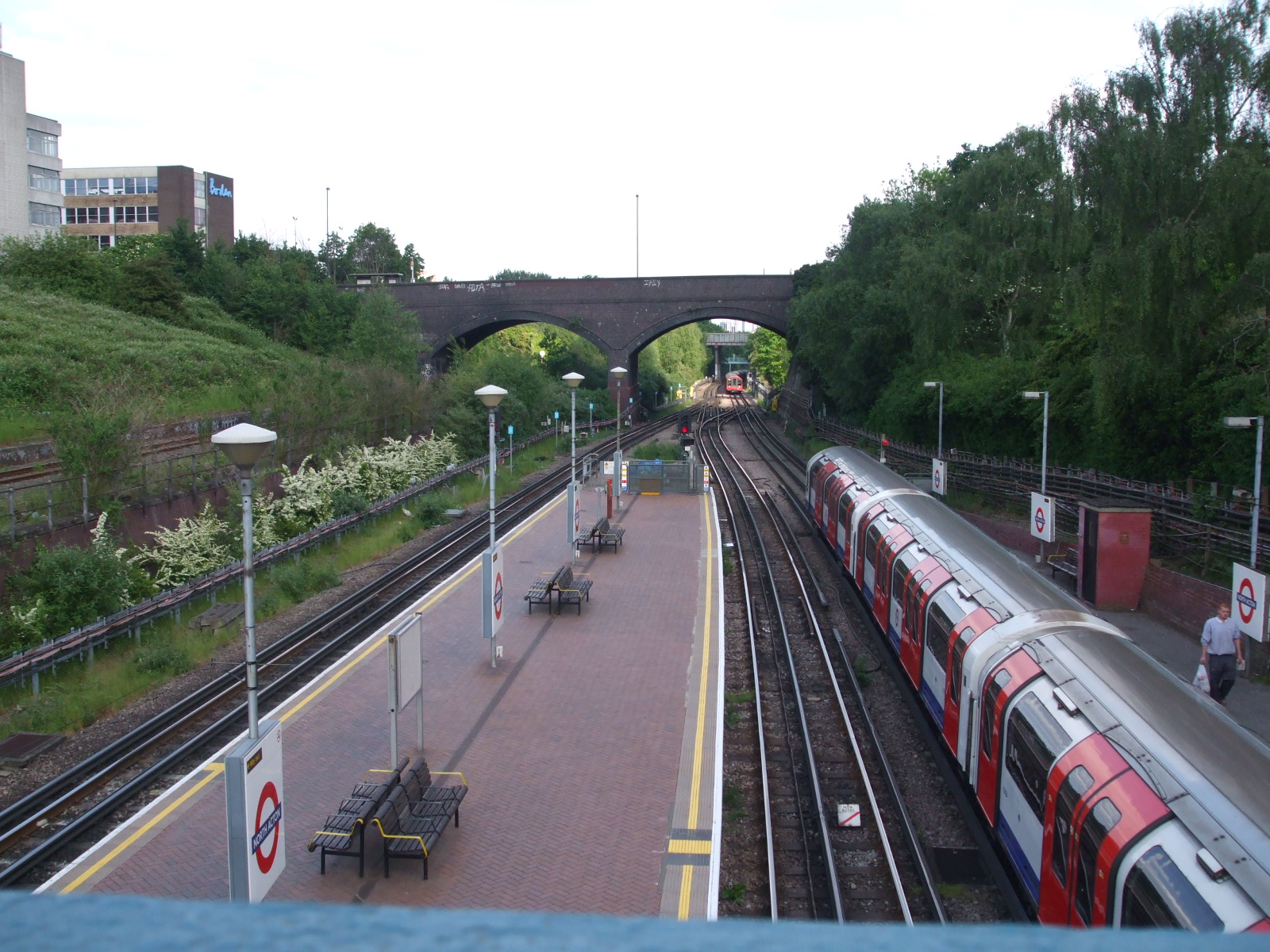
Vista in direzione est nel maggio 2008. I binari, da sinistra, erano i due della NNML, i due binari merci della GWR e i due della Central line. Il ponte più vicino è Victoria Road, sul più lontano passa la North London Line.
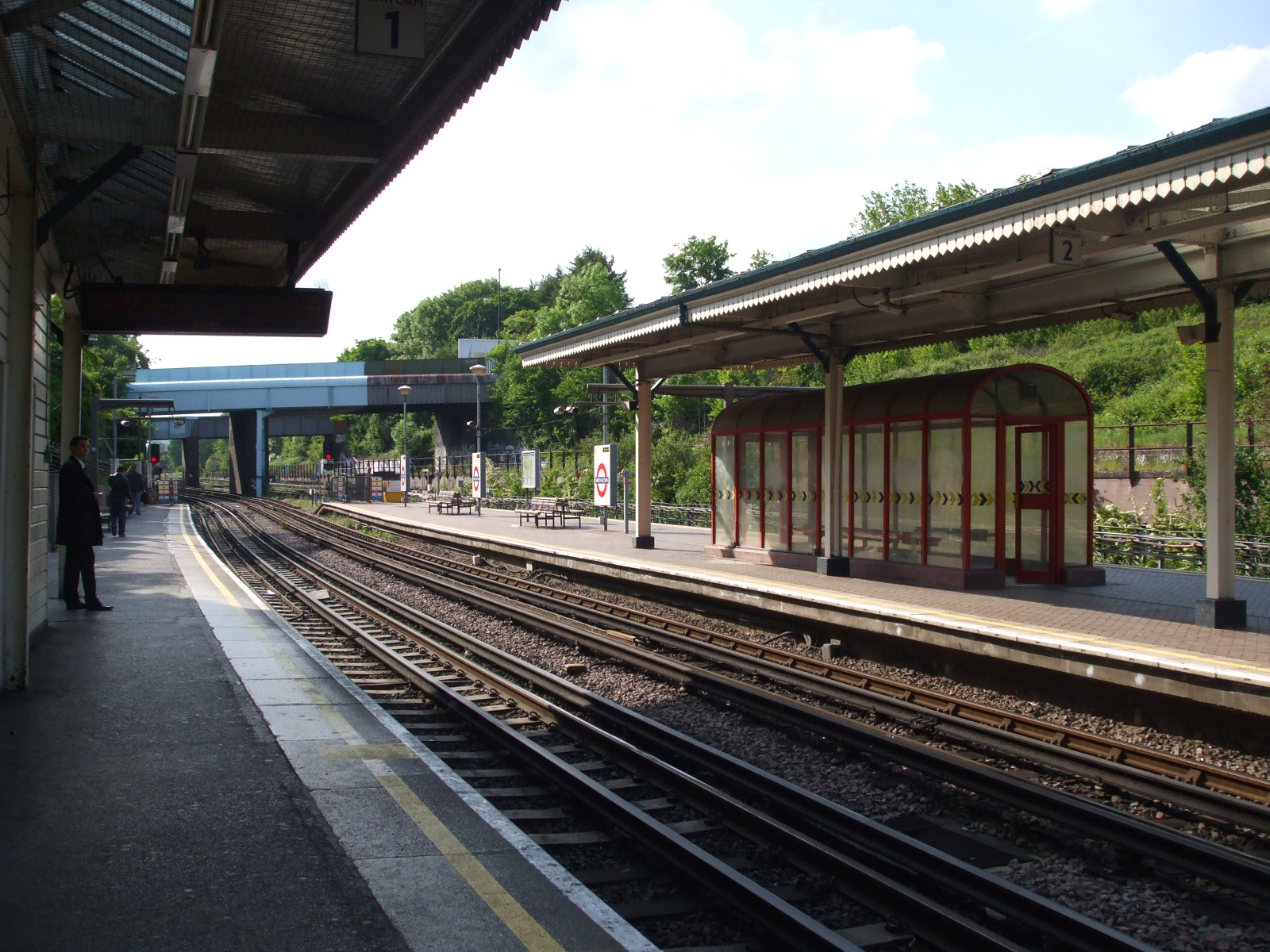
Vista in direzione ovest, con la piattaforma a isola sulla destra.
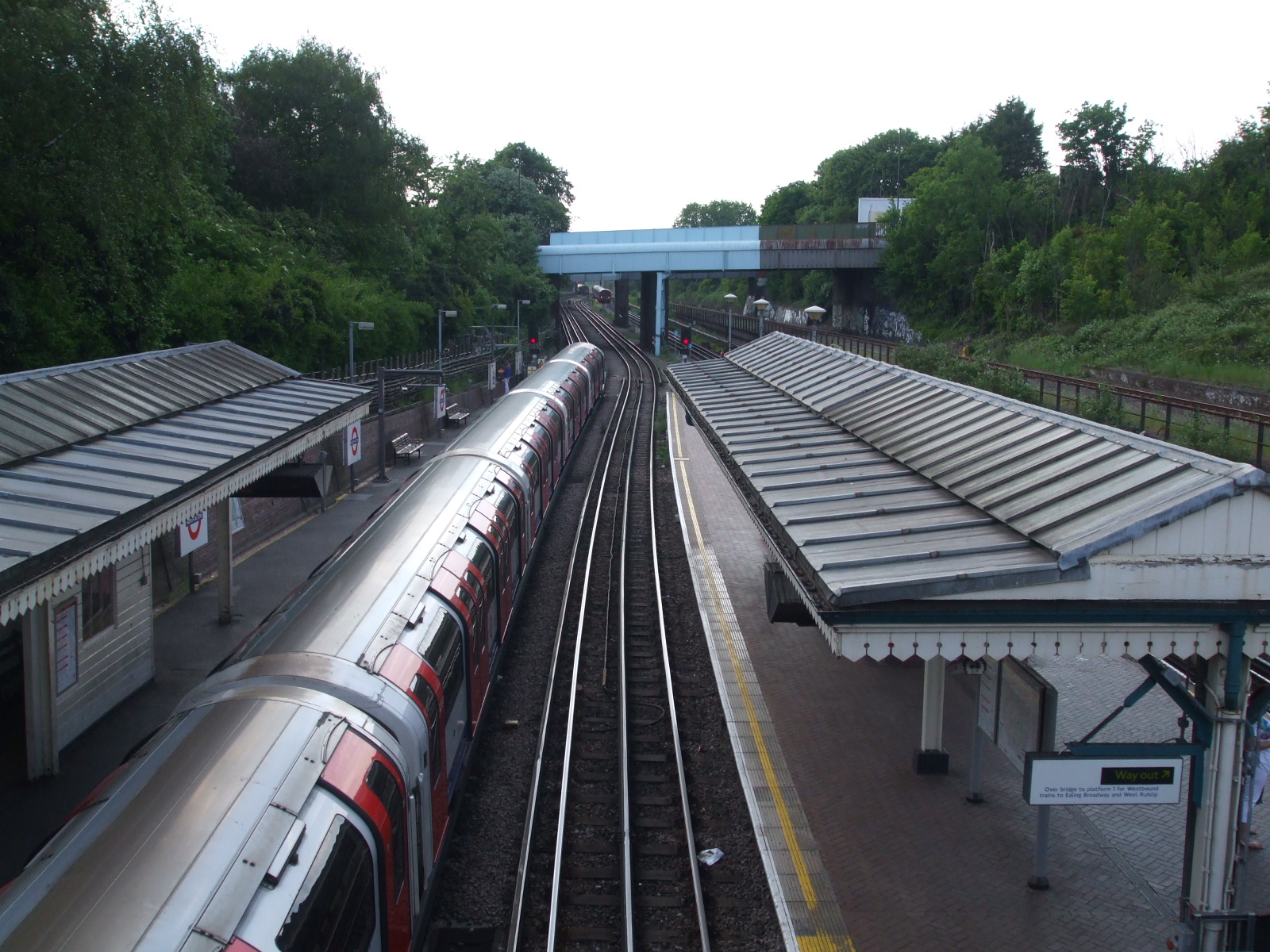
Vista in direzione ovest, con la stazione abbandonata della GWR all'estrema destra.
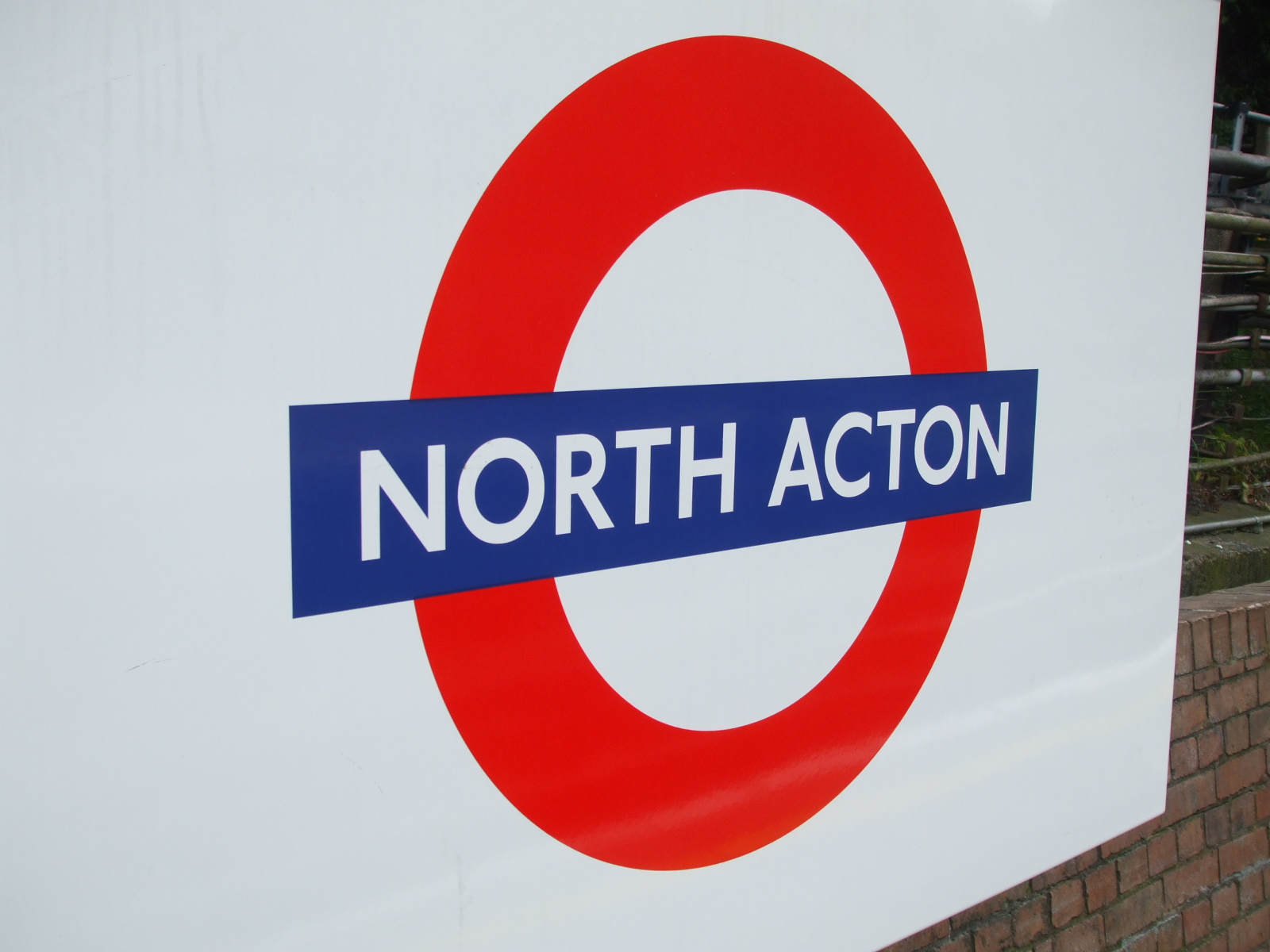
Roundel sulla piattaforma in direzione ovest.